# 이리남창초등학교
이리남창초등학교는 대한민국 전북특별자치도 익산시에 있는 공립 초등학교이다.

## 학교 연혁
- 1963. 3. 5 이리남창초등학교 개교
- 1968. 2. 12 제1회 졸업생 197명 배출
- 1984. 3. 1 이리남창초등학교 병설유치원 개원
- 1988. 3. 1 전라북도 교육위원회 지정 과학교육 연구학교
- 2005. 8. 23 과학실 리모델링
- 2008. 3. 1 전라북도 교육청 지정 YP시범학교
- 2008. 5. 13 생태 연못 및 공원조성
- 2008. 9. 1 영어체험실 설치 운영
- 2009. 9. 1 Wee클래스(상담실) 설치 운영
- 2010. 5. 1 방과후 돌봄교실 설치 운영
- 2010. 8. 13 본관 9학급 냉, 난방기 설치
- 2011. 10. 10 학교 공원화 사업
- 2011. 12. 20 교육과학기술부장관 표창(학력향상형 창의경영학교)
- 2012. 2. 13 다목적 교실 및 나라사랑 체험관 리모델링
- 2012. 3. 13 다목적 강당 및 식·생활관 리모델링
- 2012. 11. 14 본관 창호 교체(식·생활관 포함)
- 2013. 3. 1 교육보훈처 지정 나라사랑 연구학교(2차년도)
- 2013. 7. 20 운동장 배수로 및 우레탄 트럭 설치
- 2013. 9. 1 제17대 최기조 교장 부임
- 2013. 11. 29 국가보훈처장 표창(연구학교 운영 우수학교)
- 2014. 2. 10 과학실 부분 리모델링
- 2014. 2. 14 제47회 졸업(총 졸업생수 10,696명)
- 2014. 3. 1 6학급 편성
- 2015. 2. 13 제48회 졸업(총 졸업생수 10,722명)
- 2015. 3. 1 6학급 편성
- 2015. 3. 1 제18대 김향순 교장 부임

## 참고 자료
- 이리남창초등학교 - 한국교육학술정보원 학교알리미